# Anna Wiłkomirska
Anna Teresa Wiłkomirska (ur. 25 lutego 1958) – polska pedagożka, profesor nauk społecznych, wykładowczyni Uniwersytetu Warszawskiego. Specjalizuje się w socjologii i polityce edukacji oraz pedagogice społecznej.

## Życiorys
W 1981 uzyskała tytuł magistra na Wydziale Pedagogicznym UW. W 1990 doktoryzowała się na podstawie pracy Style wychowania a poziom rozbieżności między samoocenami a standardami osobistymi wychowanków domów dziecka (promotorka: Anna Przecławska). W 2003 habilitowała się na podstawie książki Zawodowe i społeczno-polityczne orientacje nauczycieli. W 2015 otrzymała tytuł naukowy profesora.
Zawodowo związana z macierzystym Wydziałem. Od lutego 1984 do maja 1990 asystentka tamże. Od października 1990 do 2007 adiunktka, następnie profesor nadzwyczajna i zwyczajna. Pełni lub pełniła tam szereg funkcji, m.in. pełnomocniczki rektora ds. wprowadzenia systemu ECTS. Przez dwie kadencje (2012–2020) dziekan Wydziału Pedagogicznego, następnie (2020-2024) prodziekan ds. finansowych. 
Wykładała także w Akademii Pedagogiki Specjalnej (2004–2005).
Od maja 1992 do grudnia 1995 współtwórczyni Kolegium Nauczycielskiego w Warszawie, członkini jego Rady Programowej i wykładowczyni.
W 2004 została odznaczona Srebrnym Krzyżem Zasługi.

## Wybrane publikacje
- Anna Wiłkomirska, Krystyna Marzec-Holka, Andrzej Radziewicz-Winnicki, Nauki społeczne wobec zmiany – alternatywa scalania (inspiracje dla współczesnej pedagogiki), Warszawa: Wydawnictwa Uniwersytetu Warszawskiego, 2018.
- Anna Wiłkomirska, Adam Fijałkowski, Jaki patriotyzm?, Warszawa: Difin, 2016.
- Anna Wiłkomirska, Wiedzieć i rozumieć aby być obywatelem: studium empiryczne, Warszawa: Wydawnictwa Uniwersytetu Warszawskiego, 2013.
- Anna Wiłkomirska, Anna Zielińska, Ocena systemu awansu zawodowego nauczycieli w Polsce: studium empiryczne, Warszawa: Wydawnictwa Uniwersytetu Warszawskiego, 2013.
- Anna Wiłkomirska, Ocena kształcenia nauczycieli w Polsce, Warszawa: Instytut Spraw Publicznych, 2005.
- Anna Wiłkomirska, Zawodowe i społeczno-polityczne orientacje nauczycieli, Warszawa: Wydawnictwo Akademickie Żak, 2002.
- Anna Wiłkomirska, Style wychowania a poziom rozbieżności między samoocenami i standardami osobistymi wychowanków domów dziecka, Warszawa 1989.